# Premiile Grammy

Premiile Grammy (în engleză Grammy Awards; prescurtare de la numele original Gramophone Awards) sunt prezentate anual de către Academia Națională a Artelor și Științelor de Înregistrări (în engleză National Academy of Recording Arts and Sciences) a Statelor Unite ale Americii pentru realizări deosebite în domeniul înregistrărilor muzicale. Spectacolul decernării lor este unul din cele patru mari spectacole muzicale cu decernări de premii desfășurate anual în Statele Unite; celelalte fiind Premiile Muzicii Americane (American Music Awards), Premiile Muzicale Billboard (Billboard Music Awards) și Ceremonia inducțiilor în Rock and Roll Hall of Fame (Rock and Roll Hall of Fame Induction Ceremony). 
Ceremonia acordării premiilor Grammy, desfășurată de obicei în luna februarie, este considerată a fi echivalentul industriei americane de înregistrări la premiile Oscar pentru industria filmului. 
Beyoncé deține recordul de cele mai multe nominalizări în istoria premiilor, cu 99.

## Categorii

### Principale
- Premiul Grammy pentru cel mai bun album al anului
- Premiul Grammy pentru înregistrarea anului
- Premiul Grammy pentru melodia anului
- Premiul Grammy pentru cel mai bun artist nou

### Pop
- Premiul Grammy pentru cea mai bună interpretare pop solo 
  - Premiul Grammy pentru cea mai bună interpretare vocală pop masculină
- Premiul Grammy pentru cel mai bun album vocal pop
- Premiul Grammy pentru cea mai bună interpretare pop a unui duo/grup
- Premiul Grammy pentru cel mai bun album vocal pop tradițional

### Dance
- Premiul Grammy pentru cea mai bună înregistrare dance
- Premiul Grammy pentru cel mai bun album dance/electronic

### Country
- Premiul Grammy pentru cea mai bună interpretare country solo
- Premiul Grammy pentru cel mai bun album country
- Premiul Grammy pentru cea mai bună interpretare country a unui duo/grup
- Premiul Grammy pentru cel mai bun cântec country

### Rock
- Premiul Grammy pentru cea mai bună interpretare rock
- Premiul Grammy pentru cea mai bună interpretare metal
- Premiul Grammy pentru cel mai bun album rock
- Premiul Grammy pentru cel mai bun cântec rock

### Rap
- Premiul Grammy pentru cea mai bună interpretare rap
- Premiul Grammy pentru cel mai bun album rap
- Premiul Grammy pentru cea mai bună colaborare în stil rap
- Premiul Grammy pentru cel mai bun cântec rap

### Premii speciale
- Premiul Grammy pentru întreaga carieră, etc

În 2020, s-au acordat premii pentru 84 de categorii.